# Rubus subg. Rubus
Rubus subg. Rubus és un subgènere de planta del gènere Rubus de la família de les rosàcies. Aquest subgènere inclou unes 300-400 espècies amb reproducció sexual i un gran nombre d'apomíctiques.

## Descripció
El que distingeix la mora dels seus parents gerds és si el torus (receptacle o tija) "recull amb" (és a dir, es queda amb) la fruita. En collir una fruita de mora, el torus es queda amb la fruita. Amb un gerd, el torus roman a la planta, deixant un nucli buit al fruit del gerd.
- Mores silvestres collides al maig a Texas
- Mora partida per la meitat amb el torus absent, per contrast
- Moras de Srem, Sèrbia
- Gerds a la meitat amb torus absent

El terme esbarzer, una paraula que es refereix a qualsevol impenetrable matoll, en alguns cercles s'ha aplicat tradicionalment de manera específica a les mores o als seus productes, encara que als Estats Units s'aplica a tots els membres del gènere Rubus. En petites parts de l'oest dels Estats Units, el terme caneberry s'utilitza per a referir-se a les mores i gerds com a grup en lloc del terme esbarzer. El terme Briar o brier també s'utilitza a vegades per a referir-se a la planta, encara que aquest nom s'utilitza també per a altres matolls espinosos (com el Smilax).
El fruit, que sol ser negre, no és una baia en el sentit botànic de la paraula. Botànicament es denomina fruit agregat, compost per petites drupes. És un grup molt estès i conegut de més de 375 espècies, moltes de les quals estan estretament relacionades amb microespècies apomíctiques nadiues a tot Europa, el nord-oest d'Àfrica, als climes temperats d'Àsia occidental i central i Amèrica del Nord i del Sud.

## Característiques botàniques

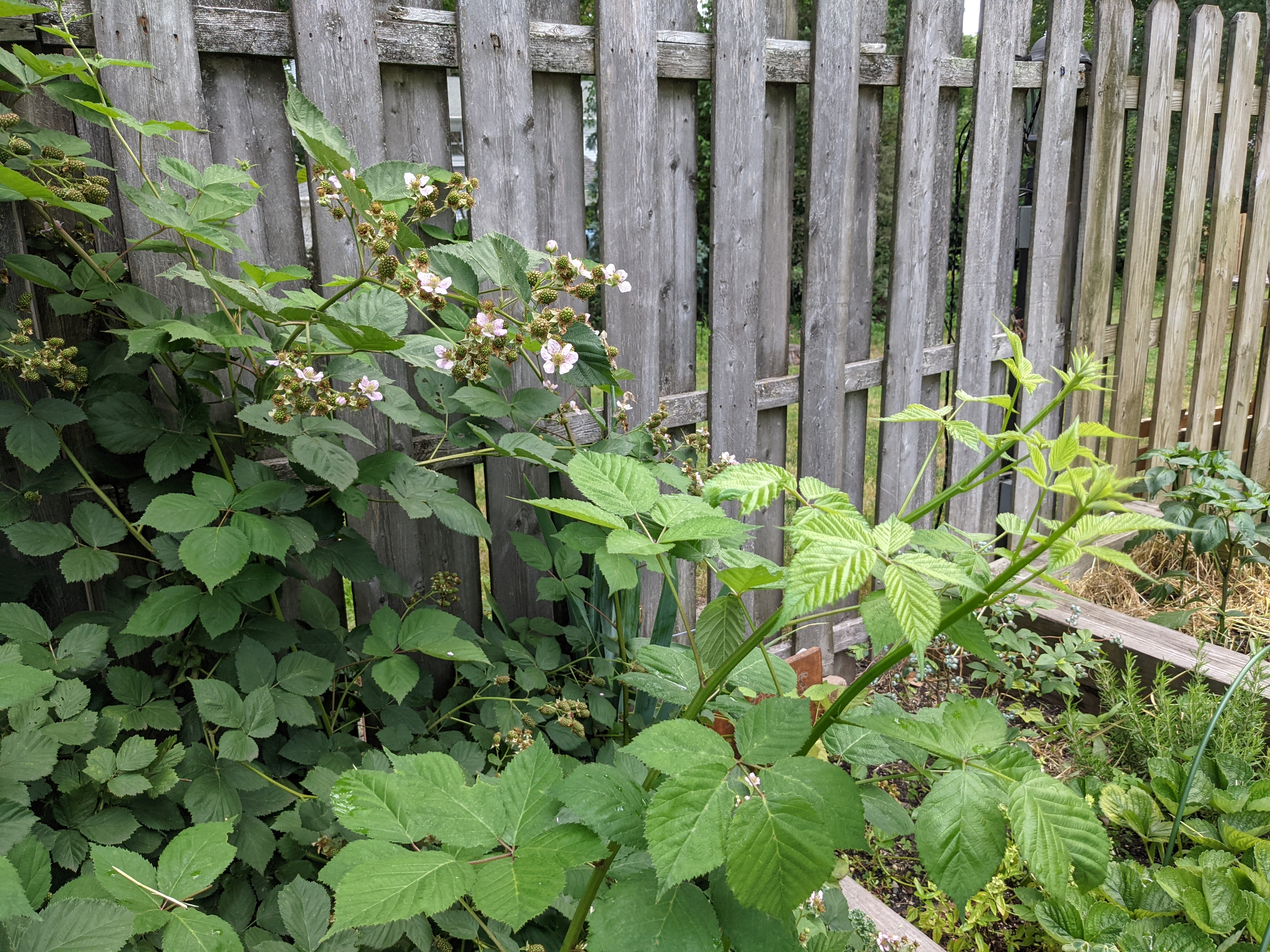
Floració de segon any, floricans fructífers a l'esquerra. Primocans de primer any sense flors ni fruits creixent a la dreta.

Les mores són plantes perennes que solen tenir tiges ("canyes") biennals des del sistema d'arrels perennes.
En el seu primer any, una nova tija, el primocà, creix vigorosament fins a aconseguir tota la seva longitud de 3-6 m (en alguns casos, fins a 9 metres), arquejant-se o arrossegant-se pel sòl i portant grans fulles compostes palmades amb cinc o set foliols; no produeix flors. En el seu segon any, la canya es converteix en un floricà i la tija no creix més, però les gemmes laterals es trenquen per a produir laterals florents (que tenen fulles més petites amb tres o cinc foliols). Els brots del primer i segon any solen tenir nombroses espines, barbs i pues curtes i molt afilades que sovint es diuen erròniament espines. Aquestes espines poden estripar amb facilitat una tela, i fan que la planta sigui molt difícil de recórrer. S'han desenvolupat cultius de la planta sense espines. La Universitat d'Arkansas ha desenvolupat mores de fruit primitiu que creixen i floreixen en el primer any de manera semblant a com ho fan les mores vermelles de fruit primitiu (també dites tardorencs o perennes).
Les plantes madures no controlades formen un embull de denses tiges arquejades, les branques de les quals s'enganxen des de la punta del nus a moltes espècies quan arriben al sòl. Vigorosos i de ràpid creixement en boscos, matolls, vessants i tanques, els arbustos d'esbarzer toleren els sòls pobres, colonitzant fàcilment terrenys erms, rases i solars buits.
Les flors es produeixen a finals de primavera i principis de l'estiu en curts raïms en les puntes dels laterals de la floració. Cada flor té uns 2–3 cm (0.8–1.2 in) cm (0,8-1,2 ) de diàmetre, amb cinc pètals blancs o rosa pàl·lid.

Les drupèoles només es desenvolupen al voltant dels òvuls que són fecundats pel gàmeta masculí d'un gra de pol·len. La causa més probable que els òvuls no es desenvolupin és la insuficiència de visites de pol·linitzadors. Fins i tot un petit canvi en les condicions, com un dia plujós o un dia massa calorós perquè les abelles treballin després de les primeres hores del matí, pot reduir el nombre de visites de les abelles a la flor, reduint així la qualitat del fruit. El desenvolupament incomplet de les drupèoles també pot ser un símptoma que s'han esgotat les reserves en les arrels de la planta o d'una infecció per un virus com el virus de l'arbust nan del gerd.
- Fulla: costat adaxial
- Fulla: costat abaxial

## Història
Un dels primers casos coneguts de consum de mores procedeix de les restes de la Dona d'Haraldskær, el cos conservat d'una dona danesa que data de fa aproximadament 2.500 anys. Les proves forenses van trobar mores en el contingut del seu estómac, entre altres aliments. L'ús de les mores per a elaborar vins i licors es va documentar a la Farmacopea de Londres el 1696. Com a aliment, les mores tenen una llarga història d'ús al costat d'altres fruites per a fer pastissos, gelees i melmelades.
Les plantes de mora van ser utilitzades per a la medicina tradicional pels grecs, altres pobles europeus i els aborígens americans.Un document de 1771 descrivia l'elaboració de cervesa amb fulles, tija i escorça de mora per a les úlceres d'estómac.
El fruit, les fulles i les tiges de la mora s'han utilitzat per a tenyir teles i cabells. Fins i tot se sap que els nadius americans utilitzaven les tiges per a fabricar cordes. Els arbustos també s'han utilitzat com a barreres al voltant d'edificis, cultius i bestiar. Les plantes silvestres tenen espines gruixudes i afilades, que ofereixen certa protecció contra els enemics i animals grossos.

### Desenvolupament de cultius
El desenvolupament modern de la hibridació i cultivars va tenir lloc principalment als Estats Units. El 1880, es va desenvolupar un híbrid de mora i gerd anomenat loganberry a Santa Cruz (Califòrnia), per un jutge i horticultor estatunidenc, James Harvey Logan. Una de les primeres varietats sense espines es va desenvolupar el 1921, però les baies van perdre gran part del seu sabor. Les cultivars comuns sense espines desenvolupats des de la dècada de 1990 fins a principis del segle XXI pel Departament d'Agricultura de EE.UU. van permetre una recol·lecció eficient amb màquines, majors rendiments, fruits més grans i ferms, i un millor sabor, incloent la Triple Crown, Black Diamond, Black Pearl, i Nightfall, una marionberry.

## Ecologia

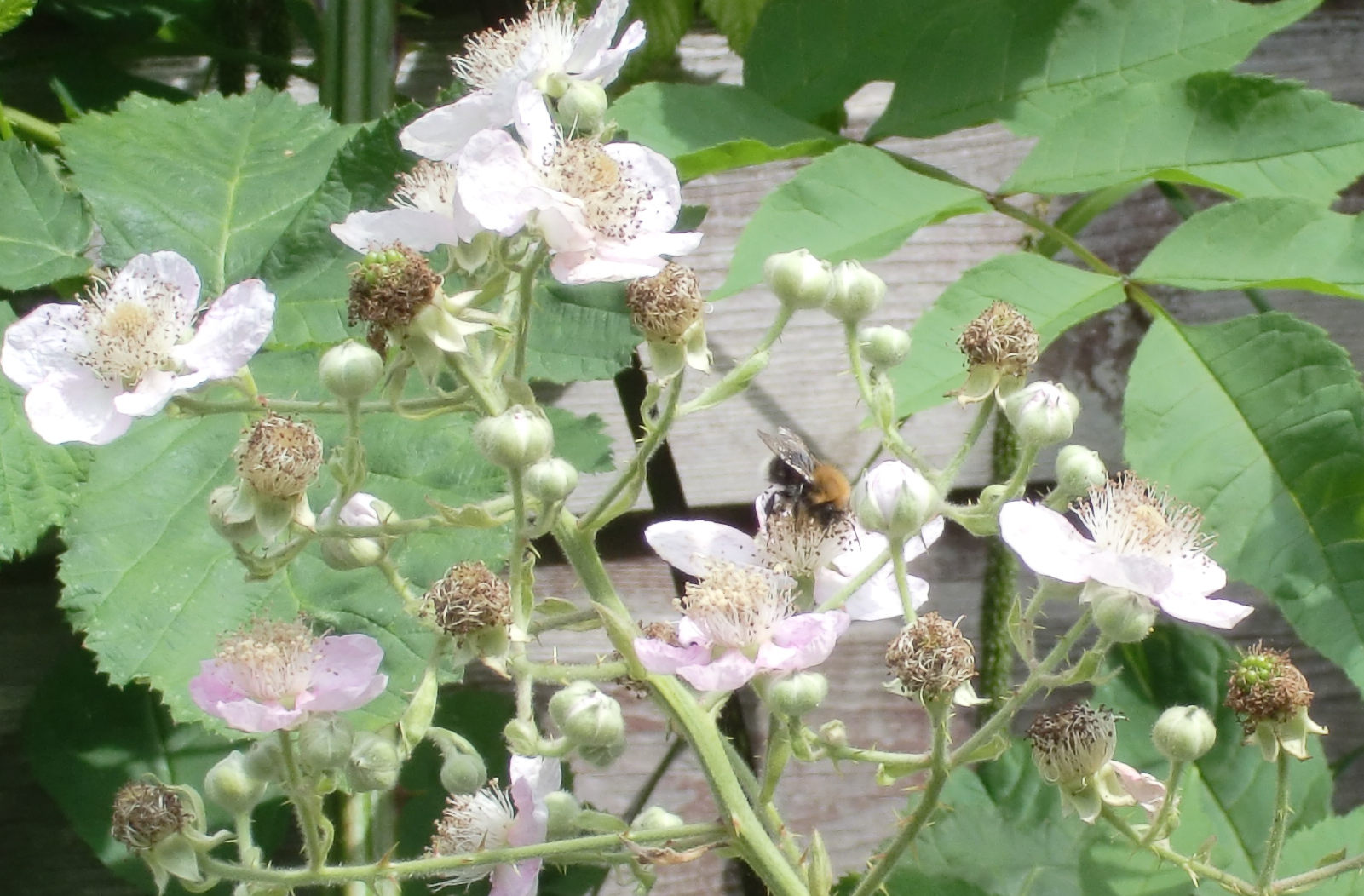
Borinot (Bombus hypnorum) pol·linitzant

Les fulles de l'esbarzer són l'aliment de certes erugues; a alguns mamífers que pasturen, especialment els cérvols, també els agraden molt les fulles. Les erugues de l'Oecophoridae Alabonia geoffrella s'han trobat alimentant-se dins dels brots morts de les mores. Quan maduren, les baies són consumides i les seves llavors dispersades per mamífers, com la guineu vermella, l'ós negre americà i el teixó euroasiàtic, així com per petits ocells.

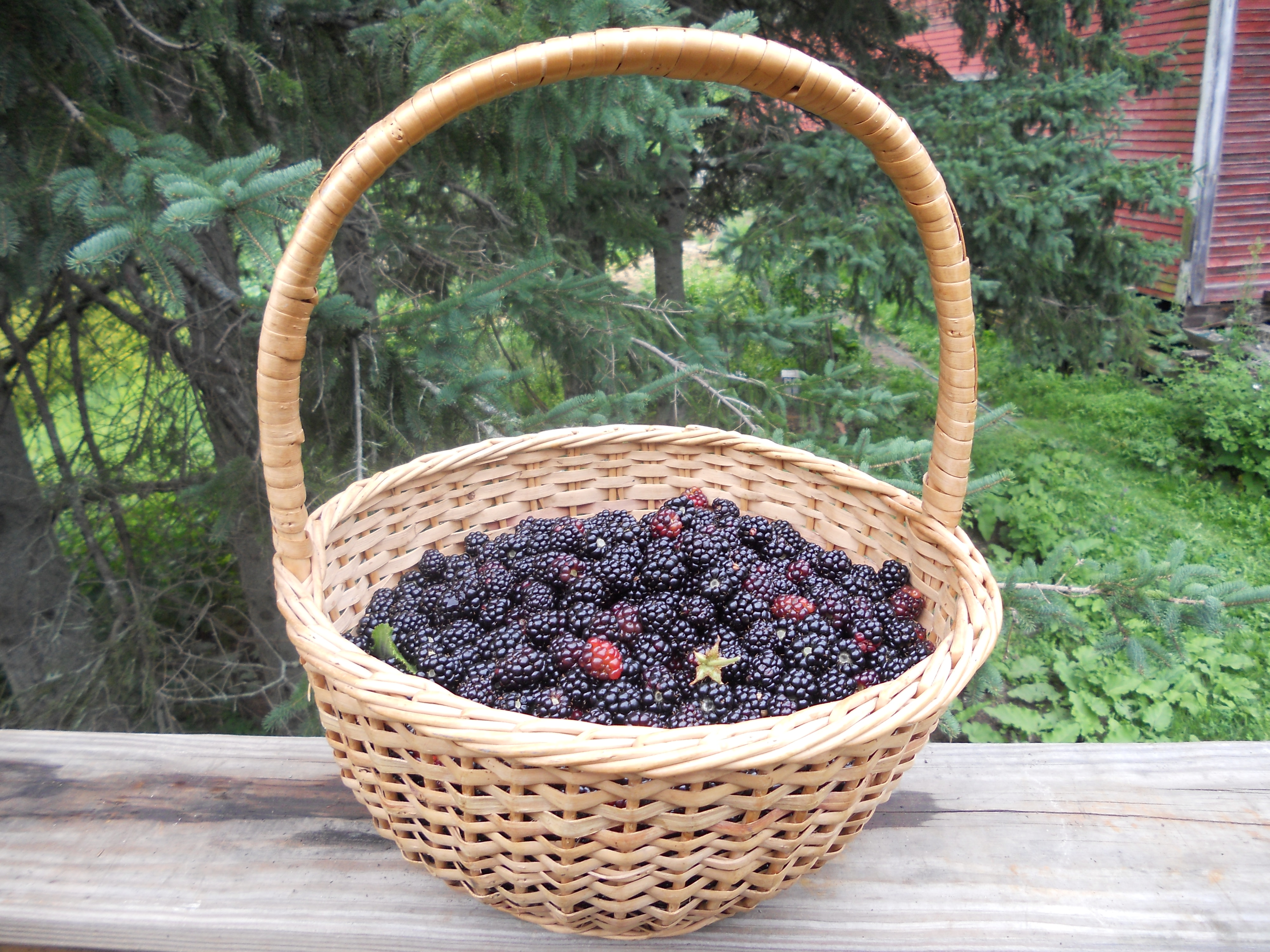
Collita d'esbarzers silvestres

Laaaaaaaa es mores creixen de manera silvestre a gairebé tots els països d'Europa. Són un element important en l'ecologia de molts països, i la recol·lecció de les baies és un passatemps popular. No obstant això, el seu rigorós creixement i la seva tendència a créixer sense control si no es gestiona correctament fan que les plantes es considerin també mala herba, ja que tiren arrels des de les branques que toquen el sòl, i s'enganxen des de les arrels. En algunes parts del món, com a Austràlia, Xile, Nova Zelanda i el nord-oest del Pacífic d'Amèrica del Nord, algunes espècies d'esbarzer, en particular el Rubus armeniacus (mora de l'Himàlaia) i Rubus laciniatus (mora perenne), són naturalitzades i es consideren una espècie invasora i una mala herba nociva.
Els fruits de les mores són de color vermell quan no encara no estan madurs, la qual cosa porta a una vella expressió que diu que "les mores són vermelles quan estan verdes".

## Usos

### Nutrients
Les mores conreades destaquen pel seu important contingut en fibra dietètica, vitamina C i vitamina K. (taula). Uns 100 grams de mores crues aporta 43 quilocalories (180 Kj) d'energia alimentària i 5 grams de fibra dietètica o el 25% del valor diari recomanat. (VD) (taula). En 100 grams, els continguts de vitamina C i vitamina K són del 25% i el 19% del VD, respectivament, mentre que altres nutrients essencials són de baix contingut (taula).

#### Composició de les llavors
Les mores contenen nombroses llavors grans que no sempre són les preferides pels consumidors. Les llavors contenen un oli ric en omega-3 (àcid alfa-linolènic) i grasses omega-6 (àcid linoleic), així com proteïnes, fibra dietètica, carotenoide, el·lagitanina i àcid elàgic.

### Alimentació
La fruita madura s'utilitza freqüentment en postres, melmelades, gelea i vi o licors. Pot barrejar-se amb altres baies i fruites per a fer pastissos i crumbles. Les mores també s'utilitzen per a produir caramels.

### Recerca fitoquímica
Les mores contenen nombrosos fitoquímics, com polifenols, flavonoides, antocianines, àcid salicílic, àcid elàgic i fibra. Les antocianines de les mores són les responsables del seu ric color fosc. Un informe va situar a les mores al capdavant dels més de 1.000 aliments rics en polifenols que es consumeixen als Estats Units, però aquest concepte d'un benefici per a la salut pel consum d'aliments de color fosc com les mores segueix sense ser verificat científicament i no s'accepta per a declaració de propietats saludables en les etiquetes dels aliments.

## Cultius

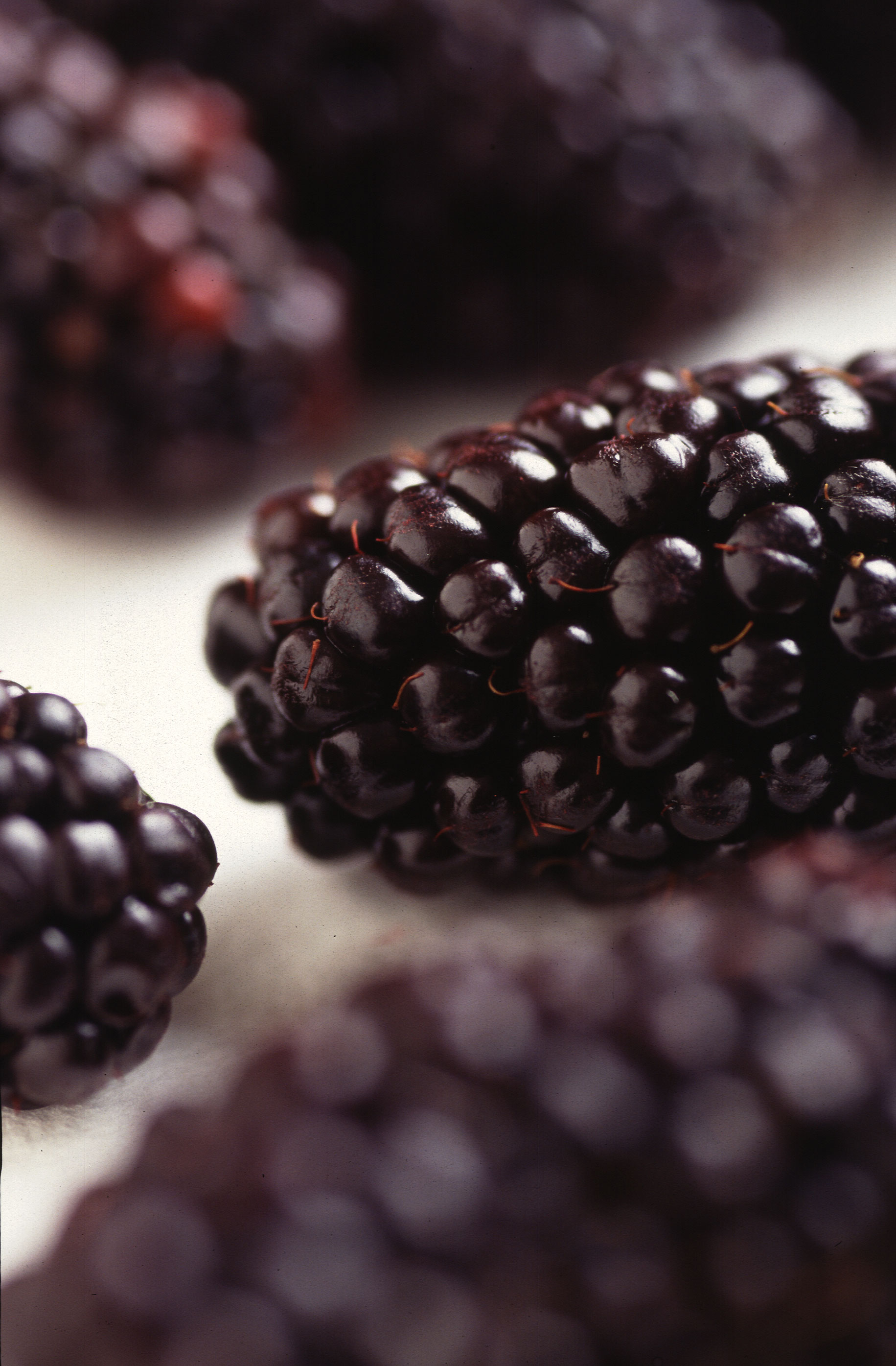
Mora Black Butte

A tot el món, Mèxic és el principal productor de mores, i gairebé tota la collita es produeix per a exportar als mercats d'Amèrica del Nord i Europa fora de temporada. Fins al 2018, el mercat mexicà es basava gairebé per complet en conrear la variant 'Tupy' (sovint lletrejat 'Tupi', però el programa EMBRAPA del Brasil del qual va ser alliberat prefereix l'ortografia 'Tupy'), però Tupy va caure en desgràcia en algunes regions de cultiu mexicanes. Als Estats Units, Oregon és el principal productor comercial de mora, produint 19.323.019,2 Kg en 2.549,5 ha el 2017.
S'han seleccionat nombroses cultivars per al seu cultiu comercial i amateur a Europa i els Estats Units. Atès que les nombroses espècies formen híbrids amb facilitat, existeixen nombroses cultivars amb més d'una espècie en la seva ascendència.

### Híbrids
La variant 'Marion' (comercialitzada com a "marionberry") és un important cultivar que es va seleccionar a partir de plàntules d'un encreuament entre les baies 'Chehalem' i 'Olallie' (comunament dita "Olallieberry"). 'Olallie' és al seu torn un encreuament entre loganberry i youngberry. 'Marion', 'Chehalem' i 'Olallie' són només tres dels molts cultivars de mora desenvolupats pel Departament d'Agricultura dels Estats Units Servei de Recerca Agrícola (USDA-ARS) a la Universitat Estatal d'Oregon a Corvallis, Oregon.
Les varietats més recents d'aquest programa són les varietats sense espines 'Black Diamond', 'Black Pearl' i 'Nightfall', així com les varietats de maduració molt primerenca 'Obsidian' i 'Metolius'. El 'Black Diamond' és ara per ara, la principal varietat conreada que es planta al nord-oest del Pacífic. Algunes de les altres variants cultivades d'aquest programa són 'Newberry', 'Waldo', 'Siskiyou', 'Black Butte', 'Kotata', 'Pacific', i 'Cascade'.

### Arrossegament
Les mores d'arrossegament són vigoroses i formen una corona, requereixen un enreixat per al seu suport, i són menys resistents al fred que les mores erectes o semierectes. A més del nord-oest del Pacífic, aquests tipus es donen bé en climes similars, com el Regne Unit, Nova Zelanda, Xile i als països mediterranis.

### Sense espines
Les mores semierectes sense espines van ser desenvolupades per primera vegada al Centre John Innes de Norwich, al Regne Unit, i posteriorment pel USDA-ARS a Beltsville, Maryland, als Estats Units Aquestes plantes formen una corona i són molt vigoroses, per la qual cosa necessiten una espatllera com a suport. Els cultius inclouen 'Black Satin', 'Chester Thornless', 'Dirksen Thornless', 'Hull Thornless', 'Loch Maregi', 'Loch Ness', 'Loch Tay', 'Merton Thornless', 'Smoothstem', i 'Triple Crown'. 'Loch Ness' i 'Loch Tay' han guanyat el RHS's Award of Garden Merit. La varietat 'Cacanska Bestrna' (també anomenada 'Cacak Thornless') s'ha desenvolupat a Sèrbia, on s'hi ha plantat milers d'hectàrees d'aquesta varietat.

### Estat
La Universitat d'Arkansas ha desenvolupat varietats de mores erectes. Aquests tipus són menys vigorosos que els semierectes i produeixen noves canyes a partir de les arrels inicials (pel que es propaguen sota terra com els gerds). Hi ha cultivars espinoses i sense espines d'aquest programa, incloent 'Navaho', 'Ouachita', 'Cherokee', 'Apatxe', 'Arapaho', i 'Kiowa'. També són responsables del desenvolupament de les mores de fructificació primogènies com 'Prime-Jan' i 'Prime-Jim'.

## Genètica
El locus que controla la fructificació de la primocana va ser mapejat al Locus F, en el LG7, mentre que l'absència d'espines va ser mapejada al LG4. Una millor comprensió de la genètica és útil per al garbellat genètic dels encreuaments.

## Folklore
El folklore al Regne Unit i Irlanda conta que les mores no han de recollir-se després del Michaelmas (11 d'octubre) perquè el diable (o un Púca) ha fet que no siguin aptes per al consum en trepitjar-les, escopir-les o embrutar-les. Aquesta llegenda té cert valor, ja que el clima més humit i fred de la tardor sol permetre que la fruita s'infecti amb diverses floridures com la Botryotinia que donen a la fruita un aspecte desagradable i poden ser tòxics. Segons algunes tradicions, el color porpra intens d'una mora representa la sang de Crist i la corona d'espines estava feta d'esbarzers, encara que altres plantes espinoses, com Crataegus (arç) i Euphorbia milii (planta de la corona d'espines), s'han proposat com a material per a la corona.